# Hiroko Maruyama
Hiroko Maruyama (丸山 裕子, Maruyama Hiroko) (née le 22 octobre 1946  à Tokyo) est une actrice japonaise spécialisée dans le doublage.

## Filmographie
Source : Anime News Network 

### Anime, Séries télévisées et OAV
- Super Mario Bros. : Peach-Hime Kyushutsu Dai Sakusen! (1986) : Kuribo (Goomba)
- 11 Piki no Neko : Neko G
- 11 Piki no Neko to Ahoudori : Cat
- (The) Adventures of Hutch the Honeybee : Apachi
- (The) Adventures of the Little Prince : Claude
- Alps no Shōjo Heidi : Peter
- Andersen Stories
- Ashita no Joe 2
- Ashita no Joe 2 : Tonkichi
- Ashita Tenki ni Nare! : Mother
- Bannertail: The Story of Gray Squirrel : Lori
- Captain Tsubasa : Ryo Ishisaki
- Captain Tsubasa: Europe Daikessen : Ryo Ishizaki
- Casshan
- Chō Mashin Eiyūden Wataru : Obaba (épisodes 1, 51)
- DNA²  : Chiyo Momonari
- Doraemon (1973)
- F (TV) : Tamotsu's Mother (épisodes 1, 3)
- Flower Witch Mary Bell : Bababeru Fon De Kasse
- Gatchaman
- Gekisou Rubenkaiser : Hiroshi Arashi
- Ginguiser : Santa Mina
- Ground Control to Psychoelectric Girl : Tamura-san
- Hajime Ningen Gyatoruz : Gon
- Himitsu no Akko-chan : Chikako; George; Rabbit A
- Hoshi no Ko Chobin : Kero
- Karate Baka Ichidai
- Kashi no Ki Mokku : Mokku
- Kerokko Demetan
- Kikansha Yaemon D51 no Daibōken : Tantan
- Kiki's Delivery Service
- Laura, a Little Girl on the Prairie : Jimmy
- Mahō no Mako-chan : Taro
- Mahou no Angel Sweet Mint : Herb-obasan
- Majokko Megu-chan : Roko
- Mashin Eiyuden Wataru : Youbu Obaba
- Mashin Eiyuden Wataru: Soukaizan Eiyu Densetsu : Obaba
- Maya the Bee
- Meiken Jolie
- Murasaki Shikibu Genji Monogatari : Ootakebe
- My Neighbor Totoro : Kenta's mother
- Ojamanga Yamada-kun : Minoru
- Panda! Go, Panda!
- Panda! Go, Panda!: Rainy Day Circus : Baby Panda
- Patlabor The Mobile Police (1988) (épisodes 4-5)
- Patlabor the Mobile Police
- Paul no Miracle Daisakusen : Chinoppi; Kinopi
- Princess Knight
- Robotan : Robotan (Version remastorisée)
- Sakura Wars 2 : Obaa-san
- Seigi wo Aisuru Mono Gekkō Kamen : Shigeru
- Shin Captain Tsubasa : Ryô Ishizaki
- Shin Obake no Q-Taro : U-Ko
- Silent Möbius : shop middle-aged woman (ep 16)
- Spoon Oba-san : Caper
- (The) Story of Fifteen Boys : Moco
- Tanoshii Moomin Ikka : Stinky
- Tentou Mushi no Uta : Isshuu Tsuchimaru
- Thunderbirds 2086 : Pawl
- Time Bokan
- Uchūsen Sagittarius
- Urusei Yatsura : Cupid
- Urusei Yatsura : Only You : Nanabake Rose
- Virus Buster Serge : Guru Mother (épisode 7)
- Yatterman : Hassan (épisode 2)
- Yattodetaman : Prince Komaro
- Yokohama Kaidashi Kikou : Quiet Country Cafe : Airport reception woman (épisode 2)
- Yuusha Raideen : Tobishun
- Zō no Inai Dōbutsuen : Tomo

## Productrice
- Grandpa Danger : Production
- Happy Lesson Advanced  : Production
- Mouse : Assistante Production